# Juegos Panamericanos de 1991
Los Juegos Panamericanos La Habana 1991 tuvieron como sede a Ciudad de La Habana, y a Santiago de Cuba como subsede. Comenzó el 2 de agosto y se extendió hasta 18 de agosto de 1991. Asistieron más de seis mil atletas procedentes de 39 países. En esta edición se celebró el 40 aniversario de estas lides. 
Los XI Juegos Panamericanos pasaron a la posteridad como la más brillante actuación de Cuba en este tipo de lides, y la segunda vez en la historia de estos juegos en que la poderosa escuadra de Estados Unidos cedió el primer puesto del medallero general por países. Cuba, junto con Argentina, han sido los únicos países en la historia de los juegos panamericanos en obtener un mayor número de medallas de oro que los Estados Unidos, esto ocurrió durante en los juegos de 1991, por parte de Cuba y en 1951 por parte de Argentina.
La capital cubana y Santiago de Cuba, en calidad de subsede, acogieron a cuatro mil 519 deportistas de los 39 países afiliados entonces a la ODEPA, en un programa de 33 deportes, entre ellos el debutante boliche.

## Elección de la sede
La Habana fue elegida en compensación por haber perdido la sede de 1987 contra Indianápolis. La cita estuvo precedida por el escepticismo de algunos y el respaldo personal del mexicano Mario Vázquez Raña, presidente de la Organización Deportiva Panamericana (ODEPA), quien señaló en la jornada de clausura que esos eran los mejores Juegos de la historia.
La Habana
Sede principal de los juegos donde se compitió en 26 deportes. Es la capital del país desde 1553. Cuenta con un pasado colonial como el Castillo de la Real Fuerza, el Castillo de los Tres Reyes del Morro, la Fortaleza de San Carlos de la Cabaña y el conjunto arquitectónico de La Habana Vieja, declarada por la UNESCO Patrimonio de la Humanidad el 14 de diciembre de 1982. 
La Habana ha sido sede de competencias deportivas regionales como los Juegos Centroamericanos y del Caribe en 1930 y 1982, además de varios campeonatos de béisbol. Para el éxito de estos juegos a las construcciones deportivas ya existentes, se sumaron otros de nuevo cuño y estilo. 
Santiago de Cuba
Subsede de los XI juegos, se ganó el derecho por el trabajo realizado a través de los años a favor del deporte y la juventud. Es la segunda ciudad más importante del país. Santiago de Cuba, como Ciudad de La Habana, también unió las instalaciones deportivas añejas a otras que se edificaron con motivo de los Juegos Deportivos Panamericanos y asumió las competencias de 6 deportes.

## Deportes en liza
Se compitió en atletismo, baloncesto, balonmano, béisbol, boliche, canoa-kayak, ciclismo, clavados, equitación, esgrima, fútbol, gimnasia, jockey sobre césped, judo, levantamiento de pesas, lucha, natación, nado sincronizado, patinaje, polo acuático, remo, sóftbol, taekwondo, tenis de campo y mesa, tiro, tiro con arco, vela, voleibol y la pelota vasca como exhibición.

## Hitos
En medio del asombro general, la mayor de las Antillas superó a Estados Unidos con una impresionante cantidad de preseas de oro, 140, a los cuales se adicionaron 62 de plata y 63 de bronce, mientras los norteños se quedaban con 10 títulos menos.
En el capítulo de las hazañas colectivas de los cubanos destacó la arrolladora demostración de sus boxeadores, quienes conquistaron 11 de los 12 títulos puestos en disputa.
Sólo el estadounidense Steve Johnston (63.5 kilogramos), pudo coronarse durante la lid de los puños, marcada por el predominio de los anfitriones, que tuvieron entre sus más renombrados exponentes al peso crucero Félix Savón y al supercompleto Roberto Balado.
También logró ratificarse la hegemonía en el béisbol en final contra Nicaragua donde el pequeño Ermidelio Urrutia conectó tres jonrones en ese partido.
Sin embargo, el choque más emotivo fue como se esperaba ante Estados Unidos en la etapa clasificatoria, matizado por una electrizante combinación entre Germán Mesa y Antonio Pacheco, pues luego los estadounidenses cedieron en el cruce semifinal.
Memorables resultaron los éxitos de los quintetos de baloncesto de Puerto Rico, en la justa varonil, y Brasil, en la de mujeres, y el del equipo de futbol de los Estados Unidos.
Para la nación sede fueron también los cetros en balonmano y polo acuático para varones, este último memorable porque fue conseguido en tiempo extra ante los estadounidenses, quienes acababan de coronarse en el Mundial de la disciplina. 

### Deportistas destacados
El gigante boricua José Rafael Ortiz, "Piculín" y la eficiente anotadora brasileña Hortência Marcari se convirtieron en símbolo del básquet en los XI Juegos. 
Pese a su indiscutible liderazgo en la natación (ganó 24 de las 32 pruebas disputadas) la escuadra de EE. UU dejó espacios vacíos por donde penetraron Brasil, Canadá, Cuba, Surinam y Costa Rica.
En este sentido merece destaque el librista brasileño Gustavo Borges, plusmarquista de los Juegos en el hectómetro (50.21 segundos).
Integraron el selecto grupo que desafió el predominio estadounidense, el surinamés Anthony Nesty, monarca en 100 mariposa (54.03 segundos) y el cubano Mario González, campeón en 200 pecho y plusmarquista (2:15.50 minutos).
Además se sumaron la costarricense Sylvia Poll, reina de 100 dorso (1:03.15) y la canadiense Kristen Thopam, titular en 100 mariposa (1:01.19).
El venezolano Humberto Fuentes, de los 52 kilogramos, arrebató a los cubanos la única medalla de oro que no fue a sus pechos, de las 30 entregadas en el levantamiento de pesas.
En el patinaje, los argentinos obtuvieron siete de las 13 coronas, y especial destaque dentro del equipo de esa nación tuvo la espigada Maria Eva Richardson, quien brilló en 300 y mil 500 metros.
En el atletismo sobresalió el brasileño Robson da Silva, rey de la velocidad por sus triunfos en 100 (10.32 segundos) y 200 metros planos (20.15). En la pista también, la cubana Ana Fidelia Quirós repitió el doblete dorado en 400 y 800 metros.
México hizo el uno dos en la marcha de 50 kilómetros gracias al trabajo de equipo realizado por Carlos Mercenario (líder con cuatro horas, tres minutos y nueve segundos) y Miguel Ángel Rodríguez (4:04.06).
Sin embargo, el colombiano Héctor Moreno sorprendió a los aztecas en los 20 kilómetros de caminata al recorrer la distancia en 1:24.56 horas.
Un atleta de calidad mundial, el mexicano Arturo Barrios (nacionalizado estadounidense) hizo valer su prestigio en cinco mil metros planos con registro de 13:35.83 y en salto de altura el cubano Javier Sotomayor estableció récord panamericano al superar los 2.35 metros.
Inolvidable resultó también la final del relevo 4 x 400, donde la estafeta cubana, liderada por el medallista mundial Roberto Hernández, se llevó el cetro en una electrizante llegada a la meta por delante de su similar de Estados Unidos.

## Medallero
País organizador
| Núm. | País                                       | Oro | Plata | Bronce | Total |
| ---- | ------------------------------------------ | --- | ----- | ------ | ----- |
| 1    | Cuba (CUB)                                 | 140 | 62    | 63     | 265   |
| 2    | Estados Unidos (USA)                       | 130 | 125   | 97     | 352   |
| 3    | Canadá (CAN)                               | 22  | 46    | 59     | 127   |
| 4    | Brasil (BRA)                               | 21  | 21    | 37     | 79    |
| 5    | México (MEX)                               | 14  | 23    | 38     | 75    |
| 6    | Argentina (ARG)                            | 11  | 15    | 29     | 55    |
| 7    | Colombia (COL)                             | 5   | 15    | 21     | 41    |
| 8    | Venezuela (VEN)                            | 4   | 14    | 20     | 38    |
| 9    | Puerto Rico (PUR)                          | 3   | 13    | 11     | 27    |
| 10   | Chile (CHI)                                | 2   | 1     | 7      | 10    |
| 11   | Jamaica (JAM)                              | 2   | 1     | 5      | 8     |
| 12   | Surinam (SUR)                              | 1   | 2     | 1      | 4     |
| 13   | Trinidad y Tobago (TRI)                    | 1   | 1     | 0      | 2     |
| 14   | Costa Rica (CRC)                           | 1   | 0     | 1      | 2     |
| 15   | República Dominicana (DOM)                 | 0   | 5     | 4      | 9     |
| 16   | Guatemala (GUA)                            | 0   | 1     | 5      | 6     |
| 17   | Nicaragua (NIC)                            | 0   | 1     | 2      | 3     |
| 18   | Ecuador (ECU)                              | 0   | 1     | 1      | 2     |
| 19   | Bahamas (BAH)                              | 0   | 1     | 1      | 2     |
| 20   | Uruguay (URU)                              | 0   | 1     | 0      | 1     |
| 21   | Panamá (PAN)                               | 0   | 1     | 0      | 1     |
| 22   | Bolivia (BOL)                              | 0   | 1     | 0      | 1     |
| 23   | Perú (PER)                                 | 0   | 0     | 3      | 3     |
| 24   | Islas Vírgenes de los Estados Unidos (ISV) | 0   | 0     | 2      | 2     |
| 25   | Guyana (GUY)                               | 0   | 0     | 2      | 2     |
| 26   | Haití (HAI)                                | 0   | 0     | 1      | 1     |